# Бодричі (плем'я)

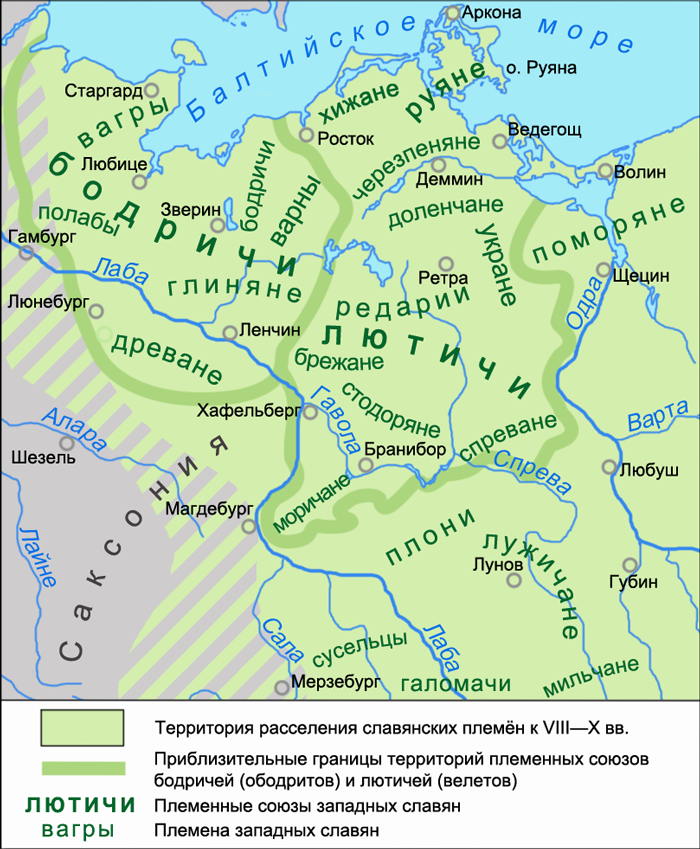
Бодричі на карті слов'ян

Бодричі (рароги) — слов'янське плем'я, яке зараховують до полабських слов'ян, що від VI століття заселяло землі на схід від нижньої Лаби між Вісмарською затокою та Сваржинським озером. Походили рароги, вочевидь, із Нижньої Сілезії. Центральними містами були Мехлін i Сваржин (Schwerin). Було головним плем'ям ободрицького союзу. Смерть князя Ніклота в 1160 році не завершила історію незалежності племені рарогів. (Розбиті саксонським герцогом Генріхом Левом).
У 1170 році Генріх Лев зломив опір бодричів, загарбавши їхні землі, і заснував герцогство Мекленбург. Бодричі були частково винищені, частково онімечені. З їхньої держави, понімеченої в ХІІІ столітті, потім було утворено німецьку землю Мекленбург-Передня Померанія